# ボディジャム
ボディジャム（英語: Les Mills BODYJAM™）は、主にダンスの動きをベースにしたエクササイズプログラムであり、レスミルズプログラムの一種目である。

## 概要
ニュージーランドのオークランドを拠点とするレスミルズインターナショナル社が考案し、世界中で展開されているフィットネスプログラムである。日本では他のレスミルズプログラム同様、コナミスポーツ&ライフが総代理店となっており、2006年9月頃にリリースナンバー「BJ37」及び「BJ38」が導入された。同社経営のコナミスポーツクラブのみならず、日本国内多くのスポーツクラブでも導入されている。2011年現在、オークランド出身のダンス講師・ヒップホップダンサーのガンダルフ・アーチャー（英:  Gandalf Archer、1980年7月28日 - ）がプログラム・ディレクター（主に振り付け考案と使用楽曲の選別を行っている）となっている。この「ボディジャム」という片仮名表記の名称は、レスミルズインターナショナルのニュージーランド本部が権利者となって、日本の特許庁に商標登録されている（商標登録番号第4658119号）。

## 特徴
ヒップホップ、ストリートダンス、サンバなど様々なジャンルのダンスの動きを取り入れている。コリオ（振り付け）は左右対称の動きが中心の他のレスミルズプログラムと違い、左右が異なり且つ手と足を組み合わせた動きが多く、同プログラムの中では難度が比較的高めとされる。ダンスの動きがメインとなっていることから、このプログラムでは特別な用具は使用しない。

## 新リリースまでのスケジュール
現在では3箇月に1度、他のレスミルズプログラムと同時期に新リリースが発表される。
- フィルミング（リリース約5箇月前） - インストラクター配布用DVDの収録。原則ニュージーランドのレスミルズオークランドシティ店の第1スタジオで行われる。
- トラックリスト（曲目）公式発表（リリース約2箇月前）
- ワークショップ（リリース約1箇月前） - インストラクターの振り付け習得会
- 新曲発表（リリース時期） - ボディジャム実施各店舗にて各担当インストラクターによって新リリースの発表が行われる。

## 楽曲で多く使用されるアーティスト
- ビヨンセ
- ソランジュ
- ニーヨ
- シザー・シスターズ
- リアーナ
- リッキー・マーティン
- カニエ・ウェスト

## 所要時間と構成

### プログラム構成
1回のプログラムでは、2005年のリリース以降、おおむね次のような構成で実施される。新リリースから間もない時期はそのリリースナンバーの曲を全曲通して行われることが多いが、その時期を過ぎて、次のリリース発表の直前まではバックナンバーを集めた構成で実施されることもある。
- ウォームアップ
  - アイソレーション
- カーディオ1 - ヒップホップ、ラテンなど
- リカヴァリー - カーディオ1で上がった心拍数を一時落とす目的。
- カーディオ2 - ハウスなど
- グルーヴ・ダウン - 心拍数を平常時に近い状態まで戻す目的。「クール・ダウン」と呼称するインストラクターもいる。

### ボディジャムテック（15分程度）
安全と効果のための基本的なテクニック、振り付けを習得する目的。原則、曲を使わずにレクチャーが行われる。「ボディジャムテク」という表記の店舗もある。本国ニュージーランドのレスミルズでは、「ボディジャムクリニック(英語: BODYJAM™ Clinic)」または「ボディジャムイントロ (英語: BODYJAM™ Intro)」と称する。

### ボディジャム30又はボディジャムショート（30分）
日本では2011年6月に仮導入、同年9月より本格導入。30分間のクラス。基本フォーマットとして、最後のブロックがグルーヴ・ダウンではなくリカヴァリーにとって代わり、1レッスン30分間の構成となる。

### ボディジャム45（45分）
後述の60分のクラスが12曲前後の曲数で構成されるのに対し、45分のクラスでは10曲前後で行われ、その際上記のプログラム構成のうち「カーディオ1」が短縮される場合が多い。本国ニュージーランドのレスミルズでは、「エクスプレスボディジャム (英語: Express "45 min." BODYJAM™)」と称する。

### ボディジャム（60分）
基本的に上記プログラム構成の全てが行われる。

## 「BODYJAM+」
リリースナンバー「BJ47」（日本では2008年12月発表）以降については、同じ曲目を使用して振り付けの難易度が異なる2種類のコリオが発表されている（但し、振り付けの異なる箇所は部分的である）。難易度の高い方を、区別するために「BODYJAM+」と表記されることがあるが、国によっては難易度の高い方のみを実施していることより『+』の表示は省略されることもある。日本において多くのボディジャム実施店舗では2009年6月以降、『+』の有無を分けてスタジオプログラムが編成されていて、『+』表示の有るクラスを「アドバンスクラス」、無いクラスを「レギュラークラス」（極稀だが「ベーシッククラス」と呼ぶ場合もある）と呼称する。

## 副題
リリースナンバー「BJ56」（日本では2011年3月発表）以降、リリースナンバーだけではなく、それぞれのリリースにテーマを持たせ、そのリリースごとに副題が付随する。
- BJ56 - N.Y.ホットネス (英:  N. Y. Hottness)
- BJ57 - カリビアン・ストリート・パーティー (英:  Caribbean Street Party)
- BJ58 - ザ・フューチャー・ファンク・オヴ・パリ (英:  The Future Funk of Paris)
- BJ59 - バトル・イン・ザ・ブロンクス (英:  Battle In The Bronx)

- BJ80 - その「瞬間(とき)」はまだ続く…（英：The Moment Continues…）
- BJ81 - Puro Pari,Turn it up!（英：Puro Pari,Turn it up!）
- BJ82 - イーストサイドで一発かます！（英：Bangin'On The Eastside）
- BJ83 - アフロ・ヒップホップの戦場（英：Afro Hip Hop Battlegrounds）
- BJ84 - ジャムステルダム（英：Jamsterdam）
- BJ85 - これが本当の「超現実」（英：Hyperrear For Real）
- BJ86 - うるさいほうがいいよ！（英：I Like It Loud）
- BJ87 - 仲間たちに炎を（英：Fuego Para Mi Gente）
- BJ88 - 上海で高く飛べ（英：Fly High In Shanghai）
- BJ89 - 朝まで起きてる（英：Up All Night）
- BJ90 - 90回記念！1990年代ばんざい（英：NINETY 90）
- BJ91 - スタイル、魅力、おしゃれ、感性（英：Styles,Sass,Hips,Feels）
- BJ92 - 爆音に次ぐ爆音（英：BANGER AFTER BANGER AFTER BANGER）
- BJ93 - （英：MAKE DI SOUND BANG）
- Bodyjam United - （英：OH DAMN DEES TRACKS IS FIRE）
- BJ94 - 振り向かない（英：NOT LOOKING BACK）